# Histiotus montanus
Histiotus montanus és un ratpenat sud-americà insectívor d'hàbits nocturns.

## Descripció
Té grans orelles que arriben fins a la comissura labial. El seu pelatge és de color gris a cafè fosc. Té una longitud d'11 cm i una envergadura alar d'uns 29 cm (una mica menys que Histiotus macrotus). La cua es troba inclosa totalment en l'uropatagi.

## Distribució i hàbitat
Es troba al Brasil, Xile (des de la III Regió d'Atacama fins a la Isla Grande de Tierra del Fuego), Colòmbia, l'Equador, el Perú, l'Uruguai i Veneçuela. Sol habitar zones boscoses, construccions i mines.